# الاسیو
الاسیو (به ایتالیایی: Alassio) یک سکونتگاه مسکونی در ایتالیا است که در استان ساونا واقع شده‌است.

## خصوصیات
الاسیو ۱۷ کیلومترمربع مساحت و ۱۱٬۳۱۲ نفر جمعیت دارد و ۶ متر بالاتر از سطح دریا واقع شده‌است.